# Veliki Log
Veliki Log (en ucraniano: Великий Лог, romanizado: Velykyi Loh; en ruso: Великий Лог) es un asentamiento urbano ucraniano perteneciente al óblast de Lugansk. Situado en el este del país, hasta 2020 era parte del raión de Krasnodón, pero hoy es parte del raión de Lugansk y del municipio (hromada) de Veliki Log.
El asentamiento se encuentra ocupado por Rusia desde la guerra del Dombás, siendo administrada como parte de la de facto República Popular de Lugansk y luego ilegalmente integrada en Rusia como parte de la República Popular de Lugansk rusa.

## Toponimia
Veliki significa "viejo" y Log significa "desfiladero largo y ancho" en ruso.

## Geografía
Veliki Log está a orillas del río Velika Kámenka, 6 km al sur de Sorókine y 37 kilómetros al sureste de Lugansk. 

## Historia
La localidad fue fundada entre 1760 y 1762.
En 1925 recibió el nombre de Nizhnia Krasnianka (en ucraniano: Нижня Краснянка) y en 1938 finalmente fue declarado asentamiento de tipo urbano.
A partir de mediados de abril de 2014, debido a la guerra del Dombás, Veliki Log está controlada por la autoproclamada República Popular de Lugansk y no por las autoridades ucranianas.

## Demografía
La evolución de la población entre 1989 y 2022 fue la siguiente:
| 757                                                           | 638 | 629 | 592 | 591 | 586 |
| (Fuente: Cities & Towns of Ukraine y UKRAINE: Größere Städte) |     |     |     |     |     |

Según el censo de 2001, la lengua materna de la mayoría de los habitantes, el 94,35%, es el ruso; del 5,25% es el ucraniano.

## Infraestructura

### Transporte
La estación de tren más cercana está en Simeikine, a 12 km de Veliki Log, en la línea Lutúgine-Lijaya (en Kámensk-Shájtinski, Rusia).